# الحدود الإيرانية العراقية

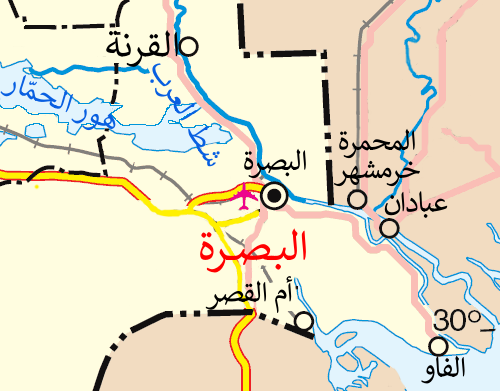
الخط الحدودي الفاصل في شط العرب مازال متنازعا عليه

تمتد الحدود بين إيران والعراق إلى 1458 كلم بدءا من الممر المائي المسمى شط العرب (المعروف باسم أروند رود في إيران) إلى النقطة الحدودية الثلاثية المشتركة مع تركيا الحديثة في كوه دالنبر. وعلى الرغم من أن هذه الحدود قد أقرت لأول مرة في عام 1639، إلا أن بعض النزاعات تفاقمت بين البلدين على مر السنين، ولا سيما النزاعات الملاحية المحيطة بالممر المائي شط العرب. إن المعاهدة الملزمة حاليا بهذه الحدود هي اتفاقية الجزائر الموقعة عام 1975  من قبل العراق وإيران وصادقت عليها كلتا الدولتين في عام 1976.

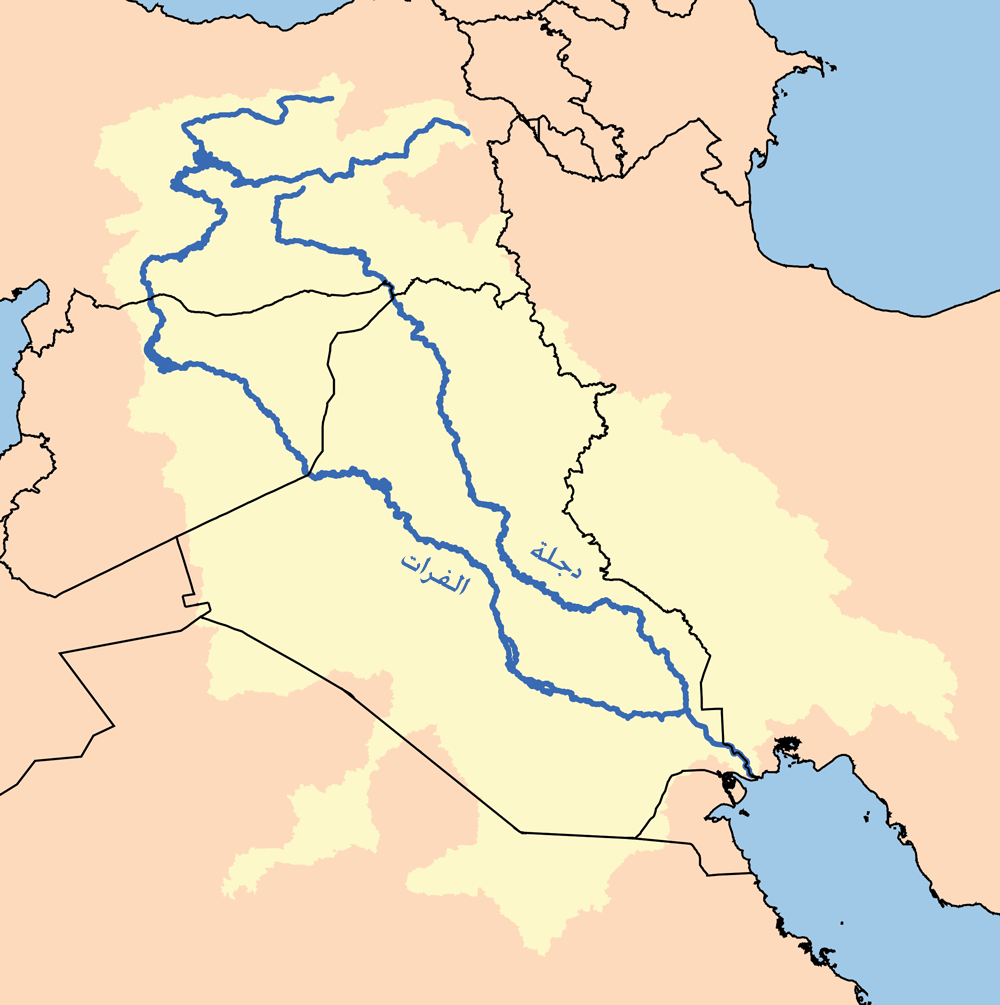
الحدود العراقية الإيرانية تمتد كما هو موضح من الأعلى بمحاذاة نهر دجلة إلى نهايته تاركا النهر في الجانب العراقي.

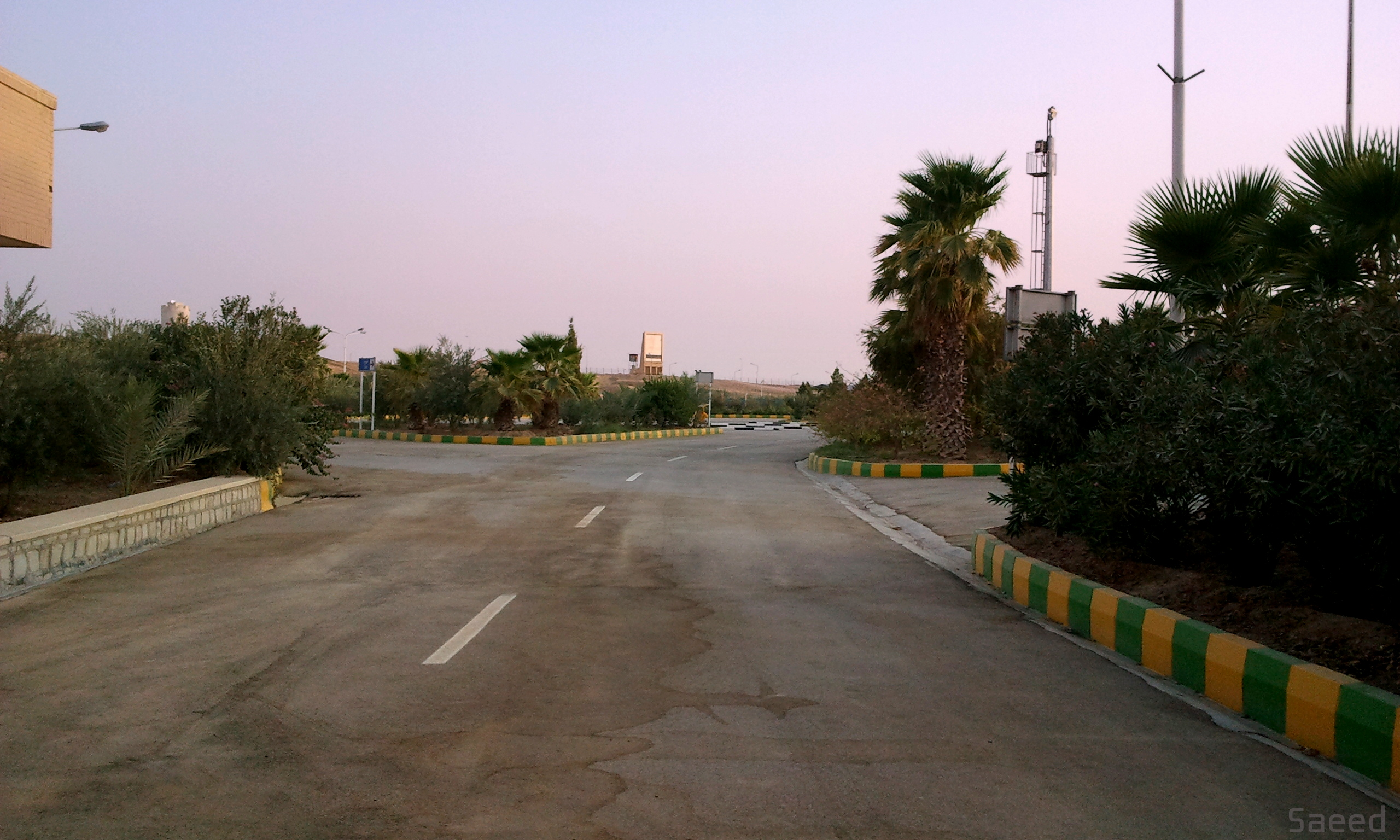
نقطة خوسراوي الحدودية في عام 2011